# گارسا
گارسا (به پرتغالی: Garça) یک منطقهٔ مسکونی در برزیل است که در ایالت سائو پائولو واقع شده‌است. گارسا ۵۵۶ کیلومتر مربع مساحت و ۴۴٬۵۳۲ نفر جمعیت دارد.